# El Higo, Querétaro Arteaga
El Higo är en ort i Mexiko.   Den ligger i kommunen Querétaro och delstaten Querétaro Arteaga, i den centrala delen av landet, 190 km nordväst om huvudstaden Mexico City. El Higo ligger 1 804 meter över havet och antalet invånare är 194.
Terrängen runt El Higo är platt västerut, men österut är den kuperad. Runt El Higo är det tätbefolkat, med 849 invånare per kvadratkilometer. Närmaste större samhälle är Santiago de Querétaro, 6,1 km öster om El Higo. Runt El Higo är det i huvudsak tätbebyggt.